# Mohammad Taqi Danesh Pajouh
Mohammad Taqi Danesh Pajouh, född 1911 i Amol i Iran, död 1996 i Teheran i Persien, var en persisk iranist och professor vid Teherans universitet.
Mohammad Taqi Danesh Pajouh översatte 1968-1969 till modern persiska Dastur al-Muluk, en handbok från 1700-talet.